# Средња школа „Младост” Петровац на Млави
Средња школа „Младост” Петровац на Млави почела је са радом као Гимназија 1920. године. Настава се обављала у згради тадашње основне школе са доста оскудним наставним кадром. Због великог интересовања повећавао се број ученика, да би у 1929. години одлуком министарства просвете била укинута, а ученици морали да наставе школовање у Пожаревцу.
Поновно отварање је било тек 1. новембра 1937. године  када је добила и ново име – Самоуправна реална гимназија. У тој новој школи ученици су плаћали школарину чију висину је одређивао школски одбор Гимназије. Први директор те Гимназије била је професор Мирјана Стојановић. 
Гимназија је радила са мањим прекидима и за време Другог светског рата, да би 1945. године Гимназија добила статус државне школе са шест разреда. Како се број ученика стално увећавао, Министарство просвете је донело одлуку да од школске 1950/51. године школа прерасте у потпуну, осморазредну Гимназију, да би од 1953/54. године били одвојени виши и нижи разреди. Једно кратко време гимназија је била замењена Економском школом, између 1958. и 1964. године.
Године 1965. саграђена је нова школска зграда са учионицама, кабинетима, пространим холом, библиотеком, ученичком галеријом и атељеом, радионицом и фискултурном салом. Гимназија је тих година постала културно седиште целог краја. Ученици су спремали позоришне представе, фолклорне приредбе, спортска такмичења и гостовали по околним селима чиме је подстицан културни развој те су млади по селима почели да формирају културна уметничка друштва.
Године 1977. Одлуком Министарства просвете све школе су прешле на систем усмереног образовања и то је трајало до јесени 1993. године када се у Гимназију враћају пређашњи профили.
Данас Средња школа „Младост” има десет одељења са гимназијским програмом, 4 одељења економске струке, 4 одељења правне струке, 2 одељења трговинске струке, као и 2 одељења пословног администратора, укупно 22 одељења, 492 ученика и 55 професора и стручних сарадника.